# David Arquette
David Arquette, celým jménem David James Arquette (* 8. září 1971 Winchester, Virginie), je americký herec, filmový režisér, producent, scenárista a profesionální wrestler.
Pochází z umělecké rodiny, jeho otec i všichni sourozenci jsou také herci.
Známým se stal během 90. let 20. století, když si zahrál v několika hollywoodských filmech. Před tím ztvárnil několik televizních rolí pro American Broadcasting Company. Od roku 1999 byl manželem herečky Courteney Coxové, s níž se v 2012 rozvedl.
David Arquette se také 25. dubna 2000 stal WCW World Heavyweight šampionem ve wrestlingové společnosti World Championship Wrestling (WCW) a je tím jediným hercem, který toto dokázal bez wrestlingových zkušeností. Kvůli tomuto vítězství je mezi wrestlingovou komunitou velmi kritizován a mnozí mu tím přisuzují velkou vinu na pádu WCW a to i přesto, že titul držel pouze 12 dní.